# Tetraloniella friesei
Tetraloniella friesei là một loài Hymenoptera trong họ Apidae. Loài này được Meade-Waldo mô tả khoa học năm 1914.